# The Sun (Brian the Sunのアルバム)
『the Sun』（ザ・サン）は、Brian the Sunのメジャー2枚目（通算4枚目）のフルアルバム。2018年1月10日にEpic Records Japanから発売された。

## 概要
前作『SUNNY SIDE UP』から約半年ぶり、フルアルバムとしては『パトスとエートス』以来、1年ぶりとなる。
ミニアルバム『SUNNY SIDE UP』に収録されているタイアップ曲「Sunny side up」、「ねこの居る風景」やテレビアニメ『3月のライオン』第2シリーズエンディングテーマとなった「カフネ」など、全11曲を収録。
通常盤、初回生産限定盤の2形態でリリースされ、初回生産限定盤付属のDVDにはインディーズ時代の代表曲「神曲」をはじめ、アニメ『僕のヒーローアカデミア』のエンディングテーマであるメジャーデビュー曲「HEROES」など、それまでBrian the Sunが発表してきたミュージックビデオが一挙に13曲収録されており、“クリップベスト”的な内容となっている。また、三方背BOX仕様でインディーズ時代からBrian the Sunにイラストを提供している仙台の画家・菅野麻衣子や抽象的なグリッド状のペインティングで注目を集めている現代美術作家・川人綾が作品を提供している。ジャケットアートワークはデザイン集団groovisionsが手がけた。

## 収録曲
全作詞・作曲∶森良太
全編曲：Brian the Sun
編曲：笹路正徳 (#4)

### CD
1. The World [4:27]
2. Sunny side up from your heaven’s kitchen [3:21]
3. ポラリス [4:31]
  - テレビアニメ『ねこねこ日本史』オープニングテーマ
4. カフネ [4:17]
  - メジャー3rdシングル
  - NHK総合テレビアニメ『3月のライオン』第2シリーズエンディングテーマ
5. Sunny side up [3:18]
  - メジャー1stミニアルバム収録曲
  - テレビアニメ『兄に付ける薬はない!』主題歌
6. boys [2:34]
  - Amazonオリジナルドラマ『紺田照の合法レシピ』オープニングテーマ
7. One [4:22]
8. She’s lost a gun [4:47]
9. ねこの居る風景（Album version） [3:57]
  - メジャー1stミニアルバム収録曲のアルバムバージョン。
  - テレビアニメ『ねこねこ日本史』エンディングテーマ
10. Winter Train [5:18]
  - TBS系テレビ『王様のブランチ』2月度エンディングテーマ
11. the Sun [6:45]
  - メンバー全員がボーカルをとっている。

### DVD（初回生産限定盤のみ）
1. Sister
2. Baked plum cake
3. 彼女はゼロフィリア
4. ロックンロールポップギャング
5. 神曲
6. シュレディンガーの猫
7. HEROES
8. Maybe
9. しゅがーでいず
10. パトスとエートス
11. 隼
12. カフネ
13. the Sun

## 演奏
- 森良太：Vocal, Guitar, Piano
- 白山治輝：Bass
- 小川真司：Guitar
- 田中駿汰：Drums, Percussion
- 笹路正徳：Piano (#4)
- 金原千恵子、矢野晴子：1st Violin (#4)
- 栄田嘉彦、桐山なぎさ：2nd Violin (#4)
- 古川原裕仁、山田雄司：Viola(#4)
- 笠原あやの、江口心一：Cello (#4)